# Sierra de Bregaglia
La Sierra de Bregaglia es un pequeño grupo de montañas graníticas situadas entre el Cantón de los Grisones, en Suiza, y la provincia de Sondrio, en Italia. En la parte italiana se encuentra el Val Bregaglia, mientras que en la parte suiza se encuentra Vicosoprano, una de las principales localidades cercanas al macizo en la parte suiza.
Los principales picos de la sierra son el Monte Disgrazia, el Piz Cengalo o la Cima di Castello. Algunos montañistas muy conocidos han realizado ascensiones en este macizo, como pueden ser Leslie Stephen, Douglas Freshfield o Paul Güssfeldt.
En ocasiones la sierra de Bregaglia se incluye dentro del Macizo de la Bernina.

## Picos
| Mountain/peak       | Height (metres) |
| ------------------- | --------------- |
| Monte Disgrazia     | 3,678           |
| Cima di Castello    | 3,375           |
| Cima di Rosso       | 3,369           |
| Piz Cengalo         | 3,367           |
| Cima dal Cantun     | 3,354           |
| Monte Sissone       | 3,330           |
| Piz Badile          | 3,308           |
| Sciora di Dentro    | 3,275           |
| Cima della Bondasca | 3,267           |
| Piz Bacun           | 3,244           |
| Punta Pioda         | 3,238           |
| Pizzi Gemelli       | 3,223           |
| Monte del Forno     | 3,214           |
| Ago di Sciora       | 3,205           |
| Monte di Zocca      | 3,175           |
| Piz Badilet         | 3,171           |
| Sciora di Fuori     | 3,169           |
| Piz Cacciabella     | 2,980           |
| Torre Innominata    | 2,969           |
| Piz Trubinasca      | 2,918           |
| Monte Spluga        | 2,841           |